# Mesospinidium ecuadorense
Mesospinidium ecuadorense är en orkidéart som beskrevs av Leslie Andrew Garay. Mesospinidium ecuadorense ingår i släktet Mesospinidium och familjen orkidéer.
Artens utbredningsområde är Ecuador. Inga underarter finns listade i Catalogue of Life.